# Леополд фон Захер-Мазох
Леополд фон Захер-Мазох (27. јануар 1836 — 9. март 1895) био је аустријски писац историјских романа и романа са темама из алтернативне сексологије. Писао је под псеудонимом, Шарлот Аранд и Зое фон Роденбах. По њему је назван појам у сексологији — мазохизам.

## Биографија
Мазох је рођен у граду по имену Лемберг, данас Лавов, главном граду Краљевине Галиције и Лодомерије, која је у то време била краљевина у саставу Аустријског царства. Почео је да учи немачки језик са 12 година. Студирао је право, историју и математику на Универзитету у Грацу, а после дипломирања вратио се у Лемберг где је постао професор.
Почео је са писањем дела која су везана углавном за аустријску историју. Његове књиге су превођене на украјински, пољски, руски и француски језик. У Галицији његове књиге су веома читане и цењене.
Његово најзначајније дело је Венера у крзну објављено 1870. године. У роману описује сексуалне фантазије и фетише, везано за жене које су доминантне и које носе крзно. Касније, он је те своје фантазије радио са својим љубавницама и супругама.
У Француској је био одликован крстом Легије части за свој допринос књижевности.

## Приватни живот
Дана 9. децембра 1869, Мазох и његова љубавница баронеса Фани Пистор су потписали уговор по којем ће он бити њен сексуални роб шест месеци, уз услов да баронеса што је чешће могуће носи крзно. Пар је путовао возом по целој Италији, а остају дуже време у Венецији.
Мазохова најфаталнија љубав је била Аурора Румелих, којом се оженио 1873. Након десет година су се развели, да би се потом оженио својом асистенткињом.
У касним педесетим, Мазохово ментално здравље је почело да се погоршава, а последње године живота је провео под надзором неуропсихијатра. Према званичним извештајима, умро је у Линдхајму 9. марта 1895.